# Alan Tilvern
Alan Tilvern, né le 5 novembre 1918 à Whitechapel (Royaume-Uni) et mort le 17 décembre 2003 à Londres, est un acteur et scénariste britannique.

## Biographie
Alan Tilvern est né dans le quartier de Whitechapel dans l'est de Londres de parents Lituaniens juifs qui changèrent leur nom de Tilovitch en Tilvern. Il quitta très tôt l'école pour devenir marchand à la sauvette. Il servit dans l'armée anglaise lors de la seconde guerre mondiale et fut classé comme invalide en 1945.
Alan Tilvern est essentiellement connu pour ses rôles de méchant et d'homme de main. L'un de ses derniers rôles fut celui de "R.K. Maroon" dans le film Qui veut la peau de Roger Rabbit.

## Filmographie

### Acteur
- 1948 : Heures d'angoise (The Small Voice)
- 1950 : Les Forbans de la nuit (Night and the City) : Beggar
- 1950 : Cairo Road : Photographer
- 1951 : Capitaine sans peur (Captain Horatio Hornblower R.N.) : Hernandez
- 1953 : Les Chevaliers de la table ronde (Knights of the Round Table) : Steward
- 1955 : The Master Plan
- 1956 : La Croisée des destins (Bhowani Junction) : Ted Dunphy
- 1956 : The Bespoke Overcoat de Jack Clayton : Ranting (court métrage)
- 1956 : La Maison des secrets (House of Secrets) : Brandelli
- 1957 : Chase a Crooked Shadow : Carlos
- 1958 : A Tale of Two Cities : Grave Robber
- 1958 : La Brigade des bérets noirs (No Time to Die) : Silverio
- 1959 : Desert Mice : German Captain
- 1959 : L'Île des réprouvés (The Siege of Pinchgut) : Supt. Hanna
- 1959 : Sweet Poison (TV) : District Attorney McDonough
- 1960 : The Malpas Mystery : Gordon Seager
- 1960 : Sands of the Desert : Mustafa
- 1962 : Danger by My Side : Venning
- 1963 : Shadow of Fear : Warner
- 1964 : Doctor Who (TV) : Épisode « Planet of Giants » : Forester
- 1965 : No Place Like Earth (TV) : Blane
- 1966 : The Frozen Dead : Karl Essen
- 1966 : Raspoutine, le moine fou (Rasputin: The Mad Monk) : Patron
- 1966 : Khartoum : Awaan
- 1970 : The Revolutionary : Sid
- 1974 : Percy's Progress (en) : General Dodds
- 1975 : Guerre et Amour (Love and Death) : Sergeant
- 1977 : The Stick-Up : Ritchie
- 1977 : Poldark II (feuilleton TV) : Nicholas Warleggan
- 1978 : Le Seigneur des anneaux (The Lord of the Rings) : Aubergiste (voix)
- 1978 : Superman : 2d Controller
- 1978 : La Cible étoilée (Brass Target) : Frank Ferraro
- 1979 : Rencontres avec des hommes remarquables (Meetings with Remarkable Men)
- 1982 : Firefox, l'arme absolue (Firefox) : Air Marshal Kutuzov
- 1984 : Helen Keller: The Miracle Continues (TV) : William Alexander
- 1985 : 1919 : Sophies father
- 1985 : Rendez-vous à Fairboroug (Reunion at Fairborough) (TV)
- 1986 : La Petite Boutique des horreurs (Little Shop of Horrors) de Frank Oz : 'Downtown' bum #2
- 1988 : A Time of Destiny : Father Tony
- 1988 : Qui veut la peau de Roger Rabbit (Who Framed Roger Rabbit) de Robert Zemeckis : R.K. Maroon
- 1993 : Porgy and Bess (TV) : Detective

### Scénariste
- 1962 : Compact